# Hubert Tigges
Hubert Tigges (* 20. Oktober 1895 in Förde, heute Grevenbrück; † 11. Februar 1971 in Wuppertal) war ein deutscher Reiseveranstalter. Als Gründer der Reiseunternehmung Dr. Tigges-Fahrten kann man ihn als den Pionier des Pauschaltourismus und der Studienreise bezeichnen.

## Leben
Als ältestes von zwölf Kindern, von denen acht das Säuglingsalter überlebten, wuchs Hubert Tigges in einer Arbeiterfamilie im sauerländischen Förde auf. Nach der mittleren Reife an der Rektoratsschule in seinem Heimatort besuchte er das Gymnasium Attendorn, wo er als einziges Kind seiner Familie das Abitur ablegte. Anschließend zog er in den Ersten Weltkrieg und kehrte 1918 als Pazifist zurück. Er schloss sich der christlichen Jugendbewegung Quickborn und der Deutschen Friedensgesellschaft an und nahm ein Studium im Fach Volkswirtschaft auf. Seine Studienzeit verbrachte er in den Städten Münster, Freiburg, Köln und Würzburg. 1917 trat er in die katholische Studentenverbindung W.K.St.V. Unitas Burgundia Münster ein. Seine Promotion hatte das Thema Soziallohn.
Nach seinem Studium zog er 1922 nach Barmen, wo sein Vater inzwischen eine Gaststätte erworben hatte. Er arbeitete zunächst als Hilfsarbeiter in der Industrie, später in einer Treuhandgesellschaft. 1924 lernte er bei den Quickbornern die Lehrerin Maria Fischer kennen, die er ein Jahr später heiratete. Als Dozent war er in den Folgejahren an Volkshochschulen in Düsseldorf, Elberfeld, Barmen, Remscheid, Solingen und Lennep tätig, er lehrte Nationalökonomie und Soziologie.

### Aufbau eines ersten Reiseunternehmens
Unter dem Eindruck der Schriften Untergang des Abendlandes von Oswald Spengler und Spektrum Europas von Hermann Graf Keyserling gründete er 1925 im Sauerland den Europakreis (Kreis für Europäische Bildung). Dieser Kreis warb für ein vereintes Europa und veranstaltete Vorträge und Diskussionen zu dem Thema. Im Rahmen dieser Arbeit organisierte er mit den Hörern seiner Vorträge erste Reisen zu kunstgeschichtlichen Zielen innerhalb Deutschlands und auch ins benachbarte Ausland. Er erkannte den Wert dieser Reisen, den er den „pädagogischen Faktor“ nannte.
Erstmals in Elberfeld veranstaltete Tigges 1928 Fahrten unter seinem Namen (Gemeinschaftsfahrten Dr. Tigges). Diese ersten Bildungsreisen führten zum Bodensee, in den Schwarzwald und nach Flandern. Ein Jahr darauf begleitete er eine Gruppe nach Neapel. 1932 beendete Tigges seine Lehrtätigkeit an den Volkshochschulen unter anderem aus politischen Gründen, er widmete sich ganz der Veranstaltung der Reisen. Der Reisedienst erschloss sich dabei immer neue Bereiche, eine erste Reise nach Mallorca erfolgte 1934. In den 1930ern waren Griechenland sowie Nordafrika schon Ziele des Unternehmens Tigges. Eine Expansion nach London unter dem Namen Central Europe Tours Ltd. erfolgte 1938. Von 308 Teilnehmern bei 15 Fahrten im Jahr 1934 wuchs die Gästezahl bis 1938 auf mehr als 5000. Der Zweite Weltkrieg stoppte die Bemühungen in London sowie seine anderen unternehmerischen Tätigkeiten, 1939 wurden Auslandsreisen verboten und er wurde zum Kriegsdienst eingezogen.

### Neuanfang in der Nachkriegszeit
Nach dem Krieg musste Tigges wieder von vorn anfangen. Er gründete zunächst 1946 den Marées-Verlag, der sich in seinem Programm auf Reise- und Kunstbücher spezialisiert hatte. Nach der Währungsreform begann er wieder mit seinem Reiseunternehmen Dr. Tigges-Fahrten, gestartet wurde mit deutschen Zielen. In den Nachkriegsjahren war Dr. Tigges nach TOUROPA, Scharnow und Hummel-Reisen das viertgrößte deutsche Reiseunternehmen. Der Fokus lag weiterhin auf anspruchsvollen Bildungsreisen.
Tigges startete 1955 (nach anderer Quelle 1953) eine Akademie für Reiseleiter, die für andere Unternehmen beispielhaft wurde. Im selben Jahr nahm er Flugreisen in sein Pauschalprogramm auf, gleichzeitig den Bereich Fernreisen mit Zielen wie Persien, Indien, Mexiko, Japan und der Südsee. Weiter nahm der fromme Katholik Tigges Wallfahrten nach Rom, Padua, Assisi, Lourdes, Lisieux, Fátima und in das Heilige Land in sein Programm auf.
Ende 1967 wurden die Dr. Tigges-Fahrten in die Touristik Union International (TUI) eingegliedert, zu dem sich die Unternehmen Touropa, Scharnow und Hummel zuvor zusammengeschlossen hatten. Die Marke Dr. Tigges-Fahrten wurde von der TUI 1990 vom Markt genommen und durch TUI Studienreise ersetzt, aber 1997 von Gebeco wiederbelebt.
Er starb am 11. Februar 1971 in Wuppertal-Elberfeld an den Folgen eines Verkehrsunfalls. Sein Grab befindet sich auf dem evangelisch-reformierten Friedhof Krummacherstraße. Er hinterließ seine Frau und zwei Söhne. Mit dem Maler Reinhold Bicher verband ihn eine lebenslange Freundschaft. Ihm zu Ehren wurde am 21. November 1977 in Elberfeld die Straße Dr.-Tigges-Weg benannt. Die Straße befindet sich in unmittelbarer Nähe des Hauses, das er fast 20 Jahre bewohnt hatte.